# Casula plicada
Casula plicada (do latim. plicatus - dobrado) é uma veste litúrgica. É uma casula usada pelos diáconos e subdiáconos em certos dias do ano litúrgico (penitenciais) que é dobrada para dentro na parte frontal, de modo que não passe abaixo da cinta.